# Central nuclear de Jmelnitski
La Central nuclear de Jmelnitski es una central nuclear ubicada en el Óblast de Jmelnitski, en Ucrania. La planta es operada por Energoatom. Posee dos reactores VVER-1000 que se encuentran operativos, generando cada uno 1000 MW (netos) de electricidad.
La central nuclear de Jmelnitski es el comienzo de la línea eléctrica desactivada Rzeszów – Jmelnitski, una de las tres líneas de 750 kV que van desde Ucrania hasta la Unión Europea. Energoatom está considerando desconectar la unidad 2 de la red eléctrica ucraniana y conectarla a la isla energética Burshtyn TES que opera en la red eléctrica europea, para facilitar las exportaciones a Polonia y Hungría.

## Construcción
La construcción del primer reactor comenzó en 1981 y la primera unidad se puso en funcionamiento a fines de 1987. La construcción del segundo reactor comenzó en 1983 con planes ser finalizado en 1991, sin embargo, en 1990 la construcción se detuvo por una moratoria. Se completó en agosto de 2004 después de que la misma se levantara.

## Nuevos reactores
Otros dos reactores VVER-1000 están actualmente en construcción. La construcción del tercer reactor comenzó en septiembre de 1985 y la del cuarto en junio de 1986. Se detuvo en 1990 cuando estaban completos en un 75% y 28%, respectivamente. Se firmó un acuerdo intergubernamental sobre la reanudación de la construcción entre Ucrania y Rusia en junio de 2010. El 10 de febrero de 2011, Energoatom y Atomstroyexport firmaron un acuerdo de contrato para la finalización de los reactores 3 y 4 para 2018 y 2020, respectivamente. El estudio de viabilidad de los reactores 3 y 4 fue realizado por el Instituto Kiev Energoprojekt.
En septiembre de 2015 el gobierno ucraniano decidió rescindir el acuerdo con Rusia sobre la finalización de las unidades de energía de la central nuclear de Jmelnitski. Esto se confirmó el 12 de mayo de 2016.
En agosto de 2016 se llegó a un acuerdo conKorea Hydro & Nuclear Power para asistir a la finalización de los reactores 3 y 4.
La central nuclear de Jmelnitski es el comienzo de la línea eléctrica desactivada Rzeszów-Khmelnytskyi, una de las tres líneas de 750 kV que van desde Ucrania hasta la Unión Europea.
Energoatom ha considerado desconectar la unidad 2 de la red eléctrica ucraniana y conectarla a la isla de energía de Burshtyn centrada alrededor del Burshtyn TES alimentado con carbón, que hasta 2022 era la única parte de Ucrania conectada a la red eléctrica europea, para facilitar las exportaciones a Polonia y Hungría. En 2019, el Ministerio de Energía creó un consorcio, Ukraine Power Bridge Company Limited, para avanzar en el proyecto, pero a partir de 2020 no se acordó el proyecto.
A fines de noviembre de 2021, Energoatom y Westinghouse Electric acordaron un contrato para construir el primer reactor AP1000 de Westinghouse en Ucrania en la planta de Jmelnitski.
En mayo de 2022, Energoatom declaró que la invasión rusa a gran escala en curso desde febrero y las ocupaciones de otras centrales eléctricas no habían cambiado sus ambiciones de construir estas unidades. Todavía están trabajando con Westinghouse para construir dos reactores AP1000 en el sitio una vez que termine la guerra.